# اقبال‌آباد (شیراز)
اقبال‌آباد (شیراز)، روستایی در حاشیه‌ای کلانشهر شیراز در استان فارس ایران است.

## جمعیت
این روستا در دهستان کفترک قرار دارد و براساس سرشماری مرکز آمار ایران در سال ۱۳۸۵، جمعیت آن ۵۳۲ نفر (۱۳۸خانوار) بوده‌است.